# 宿龍橋駅
宿龍橋駅（しゅくりょうきょうえき）は中華人民共和国湖南省長沙市開福区にある1号線の駅である。

## 沿革
- 2024年6月28日：開業[3]。

## 駅構造
- 島式ホーム1面

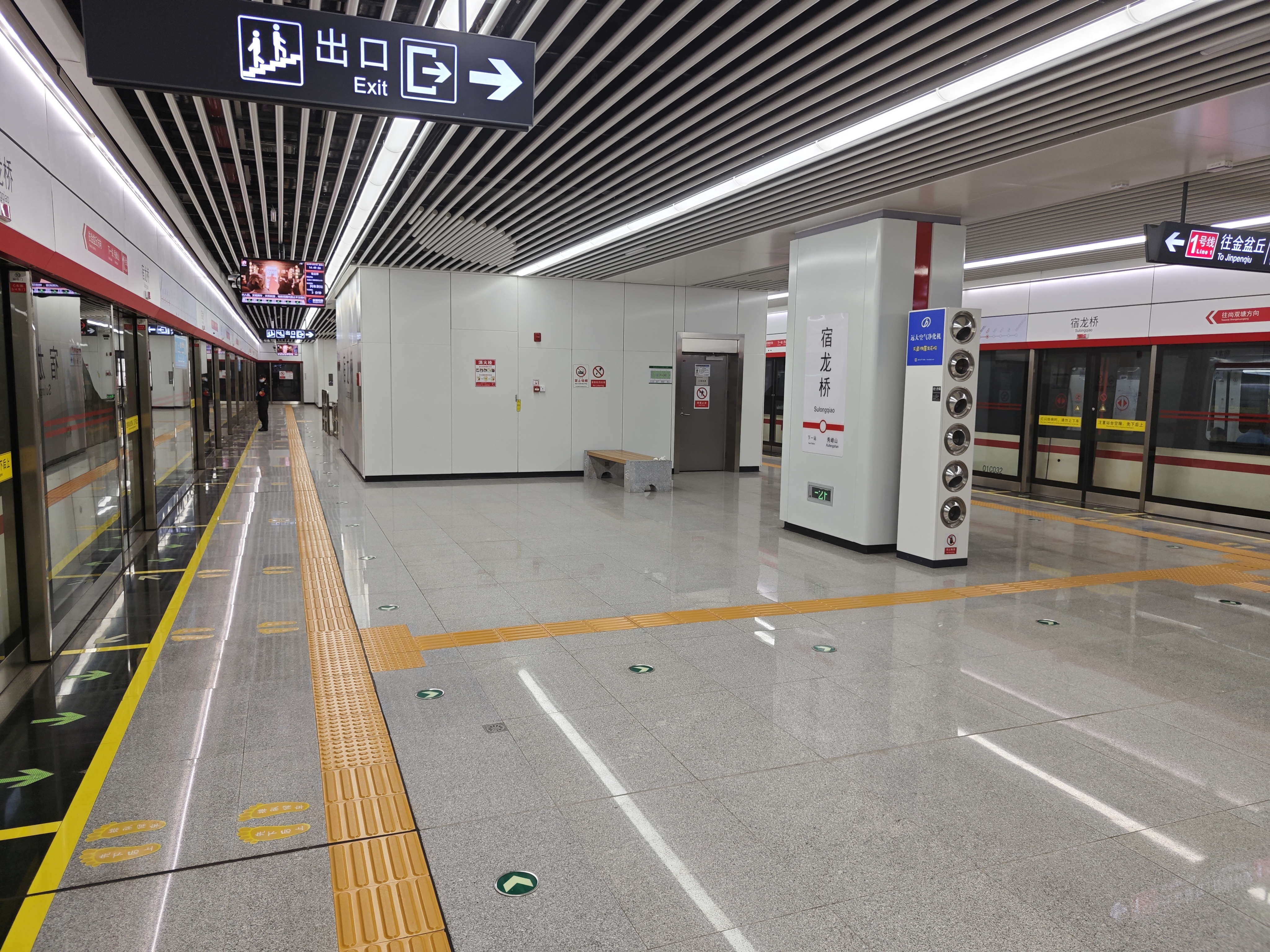
ホーム(2024年10月)

## 駅周辺
- 今湾小学
- 双湾国際